# Quế Dương (huyện cũ)
Quế Dương là một huyện cũ thuộc tỉnh Bắc Ninh. Huyện Quế Dương được thành lập trên cơ sở địa phận cũ của châu Vũ Ninh.
- Phía Bắc giáp 2 huyện Việt Yên (nay là thị xã Việt Yên) và Yên Dũng (nay là thành phố Bắc Giang) của tỉnh Bắc Giang
- Phía Nam giáp 2 huyện Thuận Thành (nay là thị xã Thuận Thành) và Gia Lương (nay là huyện Gia Bình) (ranh giới là sông Đuống)
- Phía Đông giáp huyện Võ Giàng (năm 1962 sáp nhập thành huyện Quế Võ (nay là thị xã Quế Võ))
- Phía Tây thị xã Bắc Ninh (nay là thành phố Bắc Ninh) và huyện Tiên Du.

## Huyện lị
Huyện lỵ Quế Dương nằm ở địa phận xã Nghiêm Xá và xã Can Vũ, tổng Vũ Dương, được xây dựng vào năm Minh Mệnh thứ 3 (1822). Huyện lỵ này duy trì đến khi sáp nhập huyện Quế Dương với huyện Võ Giàng.

## Thời phong kiến
Thời thuộc Minh (1414-1427), địa phận huyện Quế Dương lúc đó được gọi là huyện Từ Sơn.
Địa danh Quế Dương xuất hiện từ thời vua Lê Thánh Tông, năm Quang Thuận thứ 10 (1469). Huyện Quế Dương lúc này là một trong năm huyện của phủ Từ Sơn, thuộc thừa tuyên Kinh Bắc.
Tên huyện Quế Dương giữ nguyên qua thời Hậu Lê (thế kỷ 15) sang đến thời Nguyễn (thế kỷ 20). Từ năm Hồng Đức thứ 21 (1490), thừa tuyên Kinh Bắc được gọi là xứ Kinh Bắc, sau gọi là trấn Kinh Bắc, từ năm Minh Mệnh thứ 3 (1822) đổi thành trấn Bắc Ninh, năm Minh Mệnh thứ 12 (1831) gọi là tỉnh Bắc Ninh. Trong thời gian trên, huyện Quế Dương vẫn giữ như cũ.
Năm Minh Mệnh thứ 7 (1826), huyện Quế Dương thuộc phân phủ Từ Sơn. Năm Tự Đức thứ 5 (1852), bãi bỏ cấp phân phủ.
Năm 1895, sau khi tỉnh Bắc Ninh được tách thành hai tỉnh Bắc Ninh (mới) và Bắc Giang, huyện Quế Dương thuộc phủ Từ Sơn, tỉnh Bắc Ninh.

### Các tổng và xã thời Nguyễn
Đầu thời Nguyễn (đầu thế kỷ 19), huyện có 9 tổng, 46 xã thôn:
| STT | Tên tổng    | Các xã                                                                     |
| --- | ----------- | -------------------------------------------------------------------------- |
| 1   | Đại Toán    | 5 xã: Đại Toán, Quế Ổ, Mai Ổ, Đức Tái, Ngâm Mạc.                           |
| 2   | Lãm Sơn Nam | 5 xã: Lãm Sơn Nam, Lãm Sơn Trung, Lãm Sơn Đông, Đông Dương, Lãm Sơn Dương. |
| 3   | Vân Mẫu     | 4 xã: Vân Mẫu, Vân Mỗi, Lãm Dương,Chu Mẫu.                                 |
| 4   | Bồng Lai    | 7 xã: Từ Sơn, Đông Du, Cách Bi,Cẩm Chàng, Mai Cương, Bồng Lai, An Đặng.    |
| 5   | Tri Nhị     | 4 xã: Tri Nhị, Địa Nhị, Phúc Lão, Ngô Xá.                                  |
| 6   | Quảng Lãm   | 6 xã: Quảng Lãm, Hán Đà, Nga Hoàng, Yên Giả, La Miệt, Phù Lưu.             |
| 7   | Đào Thông   | 5 xã: Đào Thông, Vân Đoàn, Vệ Xá, Phả Lại, Châu Cầu.                       |
| 8   | Mộ Đạo      | 5 xã: Mộ Đạo, Đô Đàn, Phúc Thực, Trạc Nhiệt, Trúc Ổ.                       |
| 9   | Vũ Dương    | 5 xã: Vũ Dương, Hồng Mao, Nghiêm Xá, Dũng Quyết, Can Vũ.                   |

Năm 1886, huyện có 9 tổng, 46 xã như đầu thế kỷ 19, nhưng có một số xã được đổi tên mới: Vân Mỗi đổi là Vân Mẫu, Chu Mẫu đổi là Vân Hợp, Địa Nhị đổi là Ích Nhị, Ngô Xá đổi là Thi Xá, Hồng Mao đổi là Phượng Mao, Phù Lưu đổi là Hương Lưu, Đào Thông đổi là Đào Hương, Phúc Thực đổi là Tập Ninh.
Đầu thế kỷ XX, huyện Quế Dương có 6 tổng: Đại Toán, Bồng Lai, Đào Thông, Mộ Đạo, Vũ Dương, Phù Lương. 4 tổng cũ được chuyển sang huyện khác: Tổng Tri Nhị được chuyển về huyện Gia Bình, các tổng Lãm Sơn Nam, Vân Mẫu, Quảng Lãm được chuyển về Võ Giàng; đồng thời, chuyển tổng Phù Lương của Võ Giàng về huyện Quế Dương.

## Sau Cách mạng tháng 8 năm 1945
Sau Cách mạng tháng Tám năm 1945, đơn vị hành chính cấp tổng bị bãi bỏ, các xã được giữ nguyên và trực thuộc huyện Quế Dương.
Năm 1947-1948, một số xã nhỏ (tương đương với đơn vị làng) được sáp nhập lại thành xã lớn.
Một số xã lấy lại tên cũ:
- Xã Bồng Lai (bao gồm một số làng thuộc tổng Bồng Lai);
- Xã Cách Bi (bao gồm một số làng thuộc tổng Bồng Lai);
- Xã Đào Viên (lấy lại tên tổng Đào Viên);
- Xã Mộ Đạo (bao gồm 4 làng của tổng Mộ Đạo và một số xã của tổng Đại Toán);
- Xã Phù Lãng (gồm 3 làng của tổng Phù Lương);
- Xã Phù Lương (gồm 2 làng của tổng Phù Lương).

Các xã còn lại được đặt tên mới: 
- Xã Chi Lăng (gồm 3 làng của tổng Đại Toán và 2 làng của tổng Mộ Đạo);
- Xã Châu Phong (bao gồm một số làng của tổng Đào Viên);
- Xã Đức Long (bao gồm một số làng của tổng Đào Viên);
- Xã Phượng Mao (gồm 2 làng của tổng Vũ Dương);
- Xã Việt Hùng (gồm 3 làng của tổng Vũ Dương);
- Xã Ngọc Xá (gồm 3 làng của tổng Phù Lương);
- Xã Châu Phong (gồm một số làng của tổng Phù Lương).

Theo Quyết định số 422 pc/2 ngày 9 tháng 7 năm 1949 của Uỷ ban Kháng chiến Hành chính Liên khu I, một số xã sau khi được hợp nhất lại, nay được đổi tên: 
- Xã Bồng Lai đổi là Xã Thái Hoà.
- Xã Cách Bi đổi là  Xã Từ Đức.
- Xã Đào Viên đổi là Xã Đức Thành.
- Xã Mộ Đạo  đổi là Xã Hưng Đạo.
- Xã Phù Lãng đổi là Xã Đại Tân.
- Xã Phù Lương đổi là Xã Lê Lợi.

Năm 1961, có một vài thay đổi:
- Ấp Hôm thuộc xã Đức Thành huyện Quế Dương được chuyển về xã Tân Lập huyện Gia Lương.
- Ấp Găng xã Đức Thành về xã Thái Bảo huyện Gia Lương.

Cuối năm 1961, huyện Quế Dương có 12 xã: Thái Hoà (Bồng Lai), Từ Đức (Cách Bi), Châu Phong, Chi Lăng, Đức Thành (Đào Viên), Đức Long, Hưng Đạo (Mộ Đạo, Ngọc Xá), Đại Tân (Phù Lãng), Lê Lợi (Phù Lương), Phượng Mao, Việt Hùng.

## Sáp nhập
Năm 1962, sáp nhập huyện Quế Dương và huyện Võ Giàng thành huyện Quế Võ. Ngày 10 tháng 4 năm 2023, huyện Quế Võ được chuyển thành thị xã Quế Võ.